# ФІРСТ
ФЬОРСТ (акронім FIRST від фрази англ. For Inspiration and Recognition of Science and Technology — задля натхнення та визнання науки й технології) — організація, що займається підтримкою та популяризацією наукових досліджень та винахідництва, насамперед серед молоді. Створена в 1989 році, видатним винахідником Діном Кейменом. Головний офіс знаходиться у Манчестері, Нью-Гемпшир, США. Там проводять освітні програми, денні табори для студентів та вчителів.
Організація створила і проводить змагання:
- Змагання з Робототехніки ФЬОРСТ (англ. FIRST Robotics Competition[en] — FRC)
- Лего Ліга ФЬОРСТ (англ. FIRST Lego League — FLL)
- Молодша Лего Ліга ФЬОРСТ (англ. Junior FIRST Lego League[en] — JFLL)
- Технічний Виклик ФЬОРСТ (англ. FIRST Tech Challenge[en] — FTC)

## Філософія
Філософія ФЬОРСТ — це командність, взаємодопомога та повага до соперника. Кредо одного із організаторів, Вуді Флауерса (англ. Woodie Flowers) — «Тактовність та майстерність».

## Змагання роботів ФЬОРСТ
Вперше змагання роботів було проведено в 1992 році у Манчестерскій меморіальній гімназії. У 2007 році були проведені 37 місцевих змагань та міжнародний чемпіонат в Атланті, Джорджія. Змагалось більш ніж 300 шкіл та 32 300 студентів із різних країн: Бразилія, Велика Британія, Нідерланди, Ізраїль, Мексика, США. У 2008 році проведено 41 місцеве змагання.
Завдання змінюються щороку. Реєстрація та технічний набір коштує $5 000 американських доларів. 
Кожна команда має додатковий набір запасних частин. Умови змагання оголошуються на початку року в січні. На створення робота відводиться 6 тижнів.